# Hydropsyche emarginata
Hydropsyche emarginata är en nattsländeart som beskrevs av Navás 1923. Hydropsyche emarginata ingår i släktet Hydropsyche och familjen ryssjenattsländor. Inga underarter finns listade i Catalogue of Life.